# Cheriya Lokavum Valiya Manushyarum
Cheriya Lokavum Valiya Manushyarum er en indisk film fra 1990 af Chandrasekharan.

## Medvirkende
- Mukesh som Balu
- Innocent som Rokky
- Jagathy Sreekumar som Sugunan
- Mamukkoya som Abu
- Thilakan som Karunettan
- Sreeja som Neethu
- Babu Namboothiri som Madhava Menon